# Cryptorama rufescens
Cryptorama rufescens is een keversoort uit de familie klopkevers (Anobiidae). De wetenschappelijke naam van de soort is voor het eerst geldig gepubliceerd in 1984 door White.